# 진평왕
진평왕(眞平王, 567년 ~ 632년 1월, 재위 579년 7월 ~ 632년 1월)은 신라의 제26대 국왕이다.
성은 김(金), 휘는 백정(伯淨, 白淨, 白丁), 구당서에는 진평(眞平)으로 기록되어있다. 진흥왕의 장손으로 아버지는 진흥왕의 장남인 동륜태자, 어머니는 갈문왕(葛文王) 김입종(金立宗)의 딸 만호부인(萬呼夫人)이고, 왕비는 복승갈문왕(福勝葛文王)의 딸 마야왕후(摩耶夫人)이다.

## 생애

### 젊은 시절
삼국사기와 삼국유사를 비롯한 대부분의 역사서에는 출생연도가 기록되어 있지 않지만 화랑세기에는 567년에 태어났다고 기록되어 있다.
진평왕은 태어나면서부터 얼굴이 기이하고 몸이 장대하였으며, 의지가 깊고 식견이 명철하였다. 삼국유사에 의하면 신장이 11척(253cm)에 달했다.

법흥왕이 불교를 받아들이면서, 신라 왕족의 이름에 불교적인 요소, 의미를 포함하여 짓게 되었는데, 진평왕 김백정의 이름은 석가모니의 아버지 백정, 마야 부인의 이름은 석가모니의 어머니 마야 부인, 또는 마하마야에서 비롯되었다. 또한 진평왕의 동생들 역시 석가모니의 숙부인 백반과 국반의 이름을 그대로 본따 지었다.
579년(홍제 8년) 진지왕이 폐위되자 화백 회의를 비롯한 조정의 추대로 왕위에 올랐으며 579년부터 584년까지 조모인 사도왕후 박씨가 섭정을 맡았다. 치세 초기부터 동생들을 비롯 측근들을 요직에 앉히고, 제도 개혁에 힘쓰는 한편, 수, 당과 외교 관계를 수립하였다. 그러나 치세 중반 이후에는 백제, 고구려와의 전쟁이 격화되었다. 재위 말년에는 칠숙의 반란이 일어났다. 삼국사기는 정확한 사망 연대에 대해서 칠숙의 난이 일어난 631년과 이듬해인 632년 두 가지를 제시하고 있다.

### 치세
승려들을 중국 대륙으로 보내 불법을 배우는 한편, 591년 7월, 남산성(南山城)을 쌓고,593년 7월에는 명활성(明活城)과 서형산성(西兄山城)을 고쳐 쌓는 등 국방을 충실히 하였다. 602년 8월, 백제군이 아막성(阿莫城)을 공격하자 군사를 보내 격파하였으나 귀산(貴山) 등 장수들이 전사하였다.
603년(건복 20년) 8월에는 고구려군이 북한산성에 침입하자 왕이 친히 군사를 끌고 상대하여 고구려군을 크게 격파하였다. 605년(건복 22년) 8월에는 백제를 공격하여 크게 격퇴 시켰다.
608년(건복 25년), 고구려의 침략을 막기위해 원광을 수나라에 구원을 요청하는 걸사표(乞師表)를 짓게 하였으나 고구려의 공격은 멈추지 않아, 2월에는 북쪽 변방의 백성 8백 명을 사로잡고, 4월에는 우명산성(牛鳴山城)을 빼앗아 갔다.
611년(건복 28년), 왕이 수나라에 사신을 보내 도움을 요청하였고, 이에 수 양제는 612년 113만 3800명의 대 병력을 이끌고 고구려를 공격했으나 살수에서 을지문덕에게 대패하였다. 같은 해에 백제와의 전쟁이 격화되었다. 10월에 백제가 가잠성(椵岑城)에 쳐들어와 100여일 간의 공방전 끝에 성을 함락 시키자 현령 찬덕(讚德)은 자결하였다.
616년(건복 33년) 10월, 백제가 모산성(母山城)을 공격해 왔으나 이를 격퇴시켰다.
618년(건복 35년), 빼앗긴 가잠성을 되찾기 위해 북한산주의 군주인 변품(邊品)을 보내 이를 탈환하였으나 전 가잠성 현령 찬덕의 아들 해론(奚論)이 전사하였다.
623년(건복 40년), 백제가 늑노현(勒弩縣)을 습격하였으나 격퇴 시키다. 624년 10월에 백제가 다시 쳐들어와 속함성(速含城), 기잠성(歧暫城), 혈책성(穴柵城)이 함락당하고, 급찬 눌최(訥催)가 전사하였다.
626년(건복 43년) 8월, 백제군이 주재성(主在城)을 공격하여 함락 시키고, 성주 동소(東所)가 전사하였다. 이후 왕은 고허성(高墟城)을 쌓았다.
627년(건복 44년) 7월, 백제의 사걸(沙乞)이 쳐들어와 두 성을 함락 시키고 백성 300여 명을 잡아갔다. 전쟁의 피해가 극심해진 가운데 3월에 강풍이 불고 흙비가 5일간 내렸으며, 8월에 서리가 내려 곡식을 망쳐 백성들의 생활이 궁핍해졌다.
628년(건복 45년) 2월에는 가잠성을 포위공격하는 백제군을 물리쳤으나, 여름에 크게 가물어 백성들이 자녀들을 내다 파는 일이 벌어졌다.
629년(건복 46년) 8월, 대장군 김용춘, 김서현, 부장군 김유신을 파견해 고구려의 낭비성(娘臂城)을 공략하였다. 고구려 군의 기세가 대단했으나 김유신이 선두에 서서 용맹을 떨치니 신라 군은 크게 이겨 5천여 명을 베고, 성을 함락 시켰다.

### 제도 개혁
즉위 초 이찬(伊飡) 노리부(弩里夫)를 상대등(上大等)에 임명하고, 자신의 두 동생 백반(伯飯)을 진정갈문왕(眞正葛文王)으로, 국반(國飯)을 진안갈문왕(眞安葛文王)으로 봉했다.
580년(홍제 9년), 스스로 신궁(神宮)에 제사를 올렸으며 지증왕의 증손인 이찬 김후직(金后稷)을 병부령(兵部令)에 임명하여 군사권을 장악하였다.
581년(홍제 10년), 위화부(位和府)를 설치하여 관리들의 인사를 총괄하게 하였다. 583년에는 선박을 관리하는 선부서(船府署)를 설치하였다. 이처럼 정비 제도를 단행한 뒤, 584년 연호를 건복(建福)으로 고치고, 공물과 부역을 담당하는 조부(調府)를 설치하고 조부령 1인을 두었다. 또한, 수레와 가마를 관장하는 승부(乘府)를 설치하고 승부령 1인을 두었다.
585년(건복 2년), 대궁(大宮), 양궁(梁宮), 사량궁(沙梁宮)의 3궁에 각각 궁내 업무를 책임지는 사신(私臣)을 두었다.
586년(건복 3년), 의례 등을 담당하는 예부(禮部)를 설치하고 예부령 2인을 두었고, 591년(건복 8년)에는 왜전(倭典)을 영객부(領客府)로 고치고 외국사신을 접대하는 영객부령 2인을 두었다.
604년(건복 21년) 고구려의 공격에 대비하여 남천주(南川州)를 폐하고 북한산주(北漢山州)를 설치했다. 614년 백제의 침략에 대비해 사벌주(沙伐州)를 폐하고 일선주(一善州)를 설치하였다.
622년(건복 39년) 2월, 진지왕의 아들인 이찬 김용수를 첫 번째 내성사신(內省私臣)으로 삼고 다시 관제를 개편하였다. 내성사신은 585년 설치한 3궁의 사신을 하나로 통합한 것이다.
623년(건복 40년) 정월에는 병부에 대감 2인을 두었고, 624년 정월에는 시위부(侍衛府)에 대감 6인, 상사서(賞賜署, 유공자 상훈 기관)와 대도서(大道署, 불교 관장 기관)에 각각 대정(大正, 장관) 1인씩 두었다.

### 불교 및 중국과의 관계
585년 7월에는 지명(智明)이 불법을 배우러 남조의 진나라로 갔다가 602년에 사신단과 함께 귀국하였다. 589년 3월에는 원광(圓光)이 불법(佛法)을 배우러 진나라에 들어갔다가 지사신단과 함께 귀국하였다. 596년 3월에는 승려 담육(曇育)이 불법을 배우러 수나라에 들어갔으며, 같은 해에 왕이 사신을 보내 수나라에 토산품을 바쳤다. 담육은 605년 사신단과 함께 귀국하였다. 원광은 608년 수나라에 구원병을 요청하는 걸사표(乞師表)를 지었다.
594년 수나라에서 사신을 보내 왕을 상개부 낙랑군공 신라왕으로 삼았다. 이후 왕은 596년, 602년, 604년, 611년 4차례에 걸쳐 수나라에 토산품을 진상하였다.
611년, 수나라에 병력을 요청하였는데, 실제로 수 양제는 고구려에 대군을 파견하였다. 이후 613년 7월, 수 양제가 사신 왕세의(王世儀)를 보내자 원광 등이 사신 일행을 황룡사에 모셔 법회를 가졌다.
수나라를 이은 당나라와의 교류도 활발하여 621년 7월, 당나라에 사신을 보내 물건을 바치자 이에 당 고조가 조서와 비단, 예술품으로 답례하였다. 623년 10월에 당나라에 사신을 보내 조공하였다. 624년 3월에는 당 고조가 사신을 보내 진평왕을 주국 낙랑군공 신라왕에 봉했다. 이후 진평왕은 625년부터 631년까지 총 6회에 걸쳐 당나라에 토산품을 진상하고, 고구려가 침략하지 못하게 도와줄 것을 청원하였다. 625년 당 고조에게 고구려가 조공길을 막고 있다고 호소하자, 당 고조가 고구려 영류왕에게 일러 양국이 서로 화친하게 되었다.

### 말년
630년에는 대궁 뜰이 갈라지는 일이 있었다. 631년 2월에는 흰 개가 궁궐 담장에 올라가는 일이 벌어지더니, 5월에 이찬 칠숙(柒宿)이 아찬 석품(石品)과 함께 반란을 일으켰다. 왕은 반란을 미리 알아채고 칠숙과 석품을 처형하였다. 이후에도 흰 무지개가 궁궐 우물에 들어가고, 토성이 달을 침범하는 일이 벌어졌다. 7월에는 당나라에 미녀 두 명을 바쳤으나 당 태종은 두 여인이 고향에서 멀리 떨어져 사는 것을 염려하여 돌려보냈다.
삼국사기는 고기(古記)를 인용하며, 632년 정월에 왕이 죽었다고 한다. 그러나 동시에 631년에 왕이 죽었다는 신당서와 자치통감의 기록을 함께 전하고 있다. 한지(漢只)에 장사지냈고 당나라 태종(太宗)은 조서를 보내 진평왕에게 좌광록대부(左光祿大夫)를 추증하였다. 아들이 없으므로 장녀 덕만공주가 왕위를 계승하였다.

## 일화

### 천사옥대
천사옥대(天賜玉帶)는 진평왕이 선녀에게서 받은 신성한 옥대(玉帶)이다. 《삼국유사》에 따르면 진평왕 즉위 원년인 579년, 선녀가 궁전 뜰에 내려와 왕에게 상제(上帝)의 하사품이라며 천사옥대를 주었다. 이 옥대의 길이는 10위(圍)에 마디가 62개였다고 하며, 진평왕은 천지신령 혹은 종묘에 제사를 지낼 때 항상 이 옥대를 착용하였다고 한다. 이 옥대는 '성제대(聖帝帶)'라 불리며, 황룡사 9층목탑, 황룡사 장륙삼존불상과 함께 신라 3보로 여겨졌다. 《삼국유사》 및 《고려사》에 따르면 신라 멸망 후 937년 5월, 경순왕이 고려 태조에게 이 옥대를 바쳤다고 한다.

### 비형랑
비형랑(鼻荊郞)은 《삼국유사》에, 폐위된 진지왕(眞智王)이 사량부의 미인 도화녀(桃花女)와 사통하여 낳은 자식으로 소개되어 있다. 진평왕은 비형랑을 불러 궁중에서 살게 하고 관직을 주었지만, 비형랑은 밤마다 궁궐을 빠져나가 귀신들을 데리고 황천(荒川) 위에서 놀았다. 비형랑은 귀신들을 거느리며 왕명에 따라 강에 다리를 놓기도 하고, 길달(吉達)이라는 귀신을 관직에 추천하기도 하였다. 그러나 길달이 자신의 일을 저버리고 여우로 변해 도망치자, 비형랑은 귀신을 시켜 길달을 잡아 죽였다. 이후로 귀신들은 비형랑을 두려워하여 모두 달아났다고 한다.

### 융천사혜성가
진평왕의 치세에 제5거열랑과 제6실처랑, 제7보동랑 등 세 화랑의 무리가 풍악산에 유람하러 가는데, 마침 혜성이 심대성(心大星)을 침범하는 변란이 일어나자 화랑들은 불길해하면서 풍악산으로 유람가는 것을 그만두려 했는데, 융천사(融天師)가 노래를 지어 부르니 혜성의 변괴가 사라지는 것은 물론, 일본의 병사들도 자신들의 나라로 물러갔다. 이에 진평왕은 기뻐하며 화랑들을 다시 풍악산으로 보내 놀게 하였다고 한다.

## 연호
재위 중의 연호는 홍제(鴻濟)와 건복(建福)이며, 홍제는 572년(진흥왕 33년)부터 584년까지 사용되었다. 584년 2월 건복으로 개원하였다. 건복은 633년 선덕여왕이 인평(仁平)으로 개원하기까지 49년동안 사용되었으며 고대의 연호를 통틀어 가장 오래 사용되었다.
| 홍제 鴻濟 | 8년   | 9년   | 10년  | 11년  | 12년  | 13년  | 건복 建福 | 원년  | 2년   | 3년   | 4년   | 5년   | 6년   | 7년   | 8년   | 9년   | 10년  | 11년  | 12년  |
| --------- | ----- | ----- | ----- | ----- | ----- | ----- | --------- | ----- | ----- | ----- | ----- | ----- | ----- | ----- | ----- | ----- | ----- | ----- | ----- |
| 홍제 鴻濟 | 579년 | 580년 | 581년 | 582년 | 583년 | 584년 | 건복 建福 | 584년 | 585년 | 586년 | 587년 | 588년 | 589년 | 590년 | 591년 | 592년 | 593년 | 594년 | 595년 |
| 홍제 鴻濟 | 기해  | 경자  | 신축  | 임인  | 계묘  | 갑진  | 건복 建福 | 갑진  | 을사  | 병오  | 정미  | 무신  | 기유  | 경술  | 신해  | 임자  | 계축  | 갑인  | 을묘  |
| 건복 建福 | 13년  | 14년  | 15년  | 16년  | 17년  | 18년  | 19년      | 20년  | 21년  | 22년  | 23년  | 24년  | 25년  | 26년  | 27년  | 28년  | 29년  | 30년  | 31년  |
| 건복 建福 | 596년 | 597년 | 598년 | 599년 | 600년 | 601년 | 602년     | 603년 | 604년 | 605년 | 606년 | 607년 | 608년 | 609년 | 610년 | 611년 | 612년 | 613년 | 614년 |
| 건복 建福 | 병진  | 정사  | 무오  | 기미  | 경신  | 신유  | 임술      | 계해  | 갑자  | 을축  | 병인  | 정묘  | 무진  | 기사  | 경오  | 신미  | 임신  | 계유  | 갑술  |
| 건복 建福 | 32년  | 33년  | 34년  | 35년  | 36년  | 37년  | 38년      | 39년  | 40년  | 41년  | 42년  | 43년  | 44년  | 45년  | 46년  | 47년  | 48년  | 49년  |       |
| 건복 建福 | 615년 | 616년 | 617년 | 618년 | 619년 | 620년 | 621년     | 622년 | 623년 | 624년 | 625년 | 626년 | 627년 | 628년 | 629년 | 630년 | 631년 | 632년 |       |
| 건복 建福 | 을해  | 병자  | 정축  | 무인  | 기묘  | 경진  | 신사      | 임오  | 계미  | 갑신  | 을유  | 병술  | 정해  | 무자  | 기축  | 경인  | 신묘  | 임진  |       |

## 가계
진평왕은 진흥왕의 장남인 동륜태자와 지소태후의 딸인 만호부인 사이에서 태어났다. 아버지 동륜은 태자시절 사망하였고 어머니 만호부인은 작은 할아버지 숙흘종과 재혼하여 만명부인을 낳았다. 만명부인은 김서현과 혼인하여 김유신을 낳았으므로 진평왕은 김유신의 외숙부이다. 동생 국반의 딸인 승만이 선덕여왕 사후 진덕여왕으로 즉위하였다.
진평왕은 왕비 마야부인과의 사이에서 아들 없이 딸만 두었다. 《삼국사기》는 선덕여왕을 진평왕의 장녀로, 《삼국유사》에는 공주들의 서열에 관한 기록이 없다.
덕만공주는 진평왕 사후 성골 남성이 없자 화백회의에서 왕으로 추대되어 선덕여왕으로 즉위하였다. 천명공주는 진지왕의 아들 용춘과 결혼하여 태종무열왕 김춘추를 낳았다. 선화공주는 백제 무왕의 왕비가 되었고, 천화공주는 《화랑세기》에만 등장한다.
- 아버지 : 동륜태자(銅輪太子, ? ~ 572년)
- 어머니 : 만호부인 김씨(萬呼太后 金氏, 생몰년미상)
  - 동생 : 김백반(金伯飯, 생몰년 미상)
  - 동생 : 김국반(金國飯, 생몰년 미상)
    - 조카 : 승만(勝曼, ? ~ 654년) - 제28대 진덕여왕으로 즉위.

  - 이부여동생 : 만명부인(萬明夫人, 생몰년 미상)[36]
    - 이부조카 : 김유신(金庾信, 595년~673년)

  - 왕비 : 마야부인 김씨(摩耶夫人 金氏, 생몰년 미상) - 복승갈문왕(福勝葛文王)의 딸
    - 딸 : 덕만공주(德曼公主, ? ~ 647년) - 제27대 선덕여왕으로 즉위.
    - 딸 : 천명공주(天明公主, 생몰년 미상) - 문정태후(文貞太后)로 추존되었다.
      - 외손 : 김춘추(金春秋, 604년~661년) - 제29대 태종무열왕으로 즉위.

    - 딸 : 선화공주(善花公主, 생몰년 미상)

  - 왕비 : 승만부인 손씨(僧滿夫人 孫氏, 생몰년 미상)[37]
    - 딸 : 연화공주(姸花公主, 생몰년 미상)

  - 후궁 : 미실궁주(美室宮主, 546/548년 ~ 612년)
    - 딸 : 보화공주(寶花公主, 생몰년 미상)

  - 후궁 : 보량궁주 설씨(寶良宮主 薛氏, 생몰년 미상)
    - 아들 : 보로전군(寶路殿君, 생몰년 미상)

## 진평왕 등장하는 작품

### 드라마
- 《삼국기》, KBS, 1992년 ~ 1993년, 배우:박웅
- 《서동요》, SBS, 2005년 ~ 2006년, 배우:최동준
- 《연개소문》, SBS, 2006년 ~ 2007년, 배우:차두옥
- 《선덕여왕》, MBC, 2009년, 배우:조민기, 백종민, 강산
- 《대왕의 꿈》, KBS, 2012년 ~ 2013년, 배우:김하균, 이호진

## 같이 보기
- 고구려
  - 평원왕 (559년 - 590년)
  - 영양왕 (590년 - 618년)
  - 영류왕 (618년 - 642년)
- 백제
  - 위덕왕 (554년 - 598년)
  - 혜왕 (598년 - 599년)
  - 법왕 (599년 - 600년)
  - 무왕 (600년 - 641년)
- 남진
  - 선제 (568년 - 582년)
- 북주
  - 정제 (578년 - 581년)
- 수
  - 문제 (581년 ~ 604년)
  - 양제 (604년 ~ 617년)
  - 공제 (617년 ~ 618년)
- 당
  - 고조 (618년 ~ 626년)
  - 태종 (626년 ~ 649년)

## 참고 자료
- 삼국사기 신라 진평왕조
- 삼국사기 귀산 열전
- 삼국사기 해론 열전
- 삼국사기 눌최 열전
- 삼국유사 기이 편 '도화녀와 비형랑'
- 네이버 캐스트 : 오늘의 인물 - 진평왕
- 삼국사기 : 본기 - 진평왕(0년 AD 579)